# Maratón de Valencia

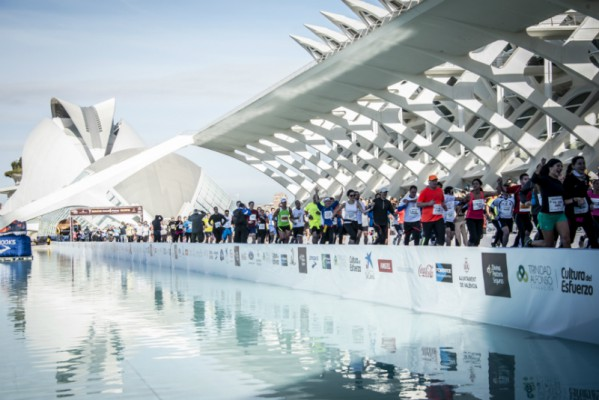
Pasarela de fin de carrera

El maratón de la ciudad de Valencia, también llamado Maratón Valencia Trinidad Alfonso, es una carrera a pie de 42,195 kilómetros. Se celebra cada año desde 1981. Desde 2011 se celebraba paralelamente a la prueba una carrera 10K. Sin embargo su última edición fue la de 2019 consiguiendo el récord del mundo en dicha categoría Joshua Cheptegei, acabando la prueba con una marca oficial de 26:38.

## Historia
La primera maratón que se celebró en Valencia fue el 29 de marzo de 1981.
La Historia del maratón en la ciudad no es otra que la del Maratón Popular de Valencia cuya primera edición se celebró el 29 de marzo de 1981, a la que siguieron, año tras año, 29 más hasta su trigésima celebrada en 2010. Esta historia está estrechamente ligada a la Sociedad Deportiva Correcaminos, uno de los primeros clubes deportivos que abrazaron el atletismo popular a finales de los años 70.
El nacimiento de este proyecto no se diferenciaba ni en su época ni en su objetivo a los muchos que a lo largo y ancho de la geografía mundial se ponían en marcha; a título anecdótico, el Maratón de Valencia nacía en mismo día del mismo año que el maratón de Londres: 29 de marzo de 1981. Pocos antes de esa fecha y muchos después han sumado y siguen sumando sus nombres a la larga lista de pruebas de la distancia del maratón. A lo largo de estos 30 años, los circuitos de esta carrera mítica han cambiado como lo han hecho las nacionalidades de sus vencedores y vencedoras.
El Paseo de la Alameda vio nacer tanto al primer maratón como a su trigésima edición, la última al día de hoy; los circuitos de la carrera han ido sucediéndose en busca del mejor trazado, adjetivo éste que tiene muchas y diferentes lecturas, en un intento de mejorar técnicamente el trazado y acercar los corredores al público. Los laureados han sido de muchas nacionalidades pero la memoria es selectiva y Vicente Antón y Elisenda Pucurull se han quedado para siempre en la mente y el corazón de los aficionados. La 31.ª edición inició el nuevo proyecto del Maratón Valencia, frente al cual Correcaminos se enfrentaba a una duda “hamletiana”: el ser o no ser, es decir o anclarse en la cómoda continuidad de seguir organizando maratones de segunda línea o, alzándose contra todo tipo de inconvenientes, aceptar el ofrecimiento del Ayuntamiento de Valencia de asociarse con él para luchar conjuntamente por situar nuestro maratón en la galería de la gloria donde residen solamente los elegidos. La decisión ya es de todos conocida; el tiempo como juez dictará la sentencia y todos debemos andar unidos para que ella sea favorable.

## El nuevo maratón nace en 2011
En 2011 surge un nuevo concepto de maratón para Valencia. Cambios en el circuito, de fecha, en la forma de comprender la prueba y venderla al exterior. Una de las novedades más visuales es la espectacular llegada a meta en una pasarela sobre las aguas de la incomparable Ciudad de las Artes y las Ciencias.
Siendo Divina Pastora Seguros, su principal patrocinador durante los años 2011, 2012 y 2013.
Además, el Maratón Valencia Trinidad Alfonso cuenta con un circuito idóneo (totalmente llano), la temperatura perfecta (entre 12 y 17 grados). El mes de noviembre se convierte en una época del año perfecta para la práctica de las pruebas de fondo y junto al incomparable marco que acompaña la celebración de la misma, hacen del Maratón Valencia Trinidad Alfonso una de las citas más destacadas del panorama nacional.
La Ciudad de las artes y las Ciencias serán el centro neurálgico de una prueba que pretende ser una fiesta del deporte. Tanto la salida como la llegada, así como las actividades paralelas a la carrera, serán en este enclave arquitectónico, sin duda, uno de los más espectaculares de nuestro Siglo.

## El maratón más rápido en suelo español
El 17 de noviembre de 2013, el Maratón Valencia se convirtió en el más rápido de la historia en suelo español. Félix Kipkemoi Keny, que figuraba entre los favoritos pero no era, a priori, el corredor más en forma de los participantes, completó unos últimos 10 kilómetros soberbios para firmar un registro de 2.07:14,  unos 16 segundos más rápido que la anterior plusmarca en territorio nacional que poseía el maratón de Barcelona. En mujeres, la etíope Azalach Maresha ha batido el récord del circuito valenciano con 2.27:01, otro registro de categoría internacional y uno de los más veloces jamás registrado en España.
En la edición de 2019, celebrada el día 1 de diciembre, el etíope Kinde Atanaw Alayew, bate el récord de la prueba con una marca de 2h03:51 en su debut en una maratón. Esta marca convierte a Valencia en la cuarta ciudad más rápida del mundo en la distancia, solo por detrás de Berlín, Londres y Dubái.
En esta misma edición, la atleta etíope Roza Dereje Bekele bate el récord femenino en Valencia, con una marca de 2:18:30.

## Etiqueta de Oro de la IAAF
Desde enero de 2016, el Maratón Valencia Trinidad Alfonso tiene en su poder la distinción Gold Label otorgada por la IAAF como reconocimiento a la prueba y es el primer maratón en recibir dicha distinción en España.

## Etiqueta Platino de la IAAF
Para la edición de 2020, la World Athletics, antigua IAAF, le otorga la recién estrenada distinción Platinum Label como reconocimiento a la prueba, siendo el primer y único maratón en recibir dicha distinción en España. Únicamente una docena de carreras en el mundo van a poseer esta máxima distinción platino en 2020

## Palmarés
| Año  | Tiempo  | Atleta              | País      |
| ---- | ------- | ------------------- | --------- |
| 2024 | 2:02:05 | Sebastian Sawe      | Kenia     |
| 2023 | 2:01:48 | Sisay Lemma         | Etiopía   |
| 2022 | 2:01:53 | Kelvin Kiptum       | Kenia     |
| 2021 | 2:05:12 | Lawrence Cherono    | Kenia     |
| 2020 | 2:03:00 | Evans Chebet        | Kenia     |
| 2019 | 2:03:51 | Kinde Atanaw Alayew | Etiopía   |
| 2018 | 2:04:31 | Leule Gebreselassie | Etiopía   |
| 2017 | 2:05:15 | Sammy Kirop Kitwara | Kenia     |
| 2016 | 2:07:39 | Victor Kipchirchir  | Kenia     |
| 2015 | 2:06:13 | Jonh Nzau Mwangangi | Kenia     |
| 2014 | 2:08:39 | Jacob Kendagor      | Kenia     |
| 2013 | 2:07:14 | Félix Kipkemoi      | Kenia     |
| 2012 | 2:08:14 | Luka Kolobe         | Kenia     |
| 2011 | 2:07:59 | Isaiah Kosgei       | Kenia     |
| 2010 | 2:09:45 | David Njagi         | Kenia     |
| 2009 | 2:26:57 | Andrés Micó         | España    |
| 2008 | 2:11:29 | Philip Manyin       | Kenia     |
| 2007 | 2:12:04 | Samson Loywapet     | Kenia     |
| 2006 | 2:14:23 | Tesfaye Dirba       | Etiopía   |
| 2005 | 2:14:03 | Rachid Chamoudi     | Marruecos |
| 2004 | 2:14:32 | Eric Kiptoon        | Kenia     |
| 2003 | 2:14:43 | Samuel Tangus       | Kenia     |
| 2002 | 2:13:05 | Samuel Tangus       | Kenia     |
| 2001 | 2:13:43 | Jhon Njoroge Miaka  | Kenia     |
| 2000 | 2:15:05 | Thomas Magut        | Kenia     |
| 1999 | 2:15:35 | Jackton Odhiambo    | Kenia     |
| 1998 | 2:19:51 | Samuel Okemwa       | Nigeria   |
| 1997 | 2:18:07 | Eduardo Alcaina     | España    |
| 1996 | 2:41:28 | Manuel Rosales      | España    |
| 1995 | 2:20:38 | Yuri Mihailov       | Rusia     |
| 1994 | 2:16:20 | Eugeni Zaralovski   | Rusia     |
| 1993 | 2:15:04 | Leonid Shevetson    | Rusia     |
| 1992 | 2:15:14 | Chepas Mataphi      | Zimbabue  |
| 1991 | 2:17:15 | Sergei Prorokov     | Rusia     |
| 1990 | 2:15:57 | Radamés González    | Cuba      |
| 1989 | 2:19:09 | Miroslaw Dzienisk   | Polonia   |
| 1988 | 2:19:05 | Hanu Makirinta      | Finlandia |
| 1987 | 2:15:14 | Miroslaw Bugaj      | Polonia   |
| 1986 | 2:16:31 | Pawel Lorens        | Polonia   |
| 1985 | 2:16:56 | Ramiro Matamoros    | España    |
| 1984 | 2:14:01 | Vicente Antón       | España    |
| 1983 | 2:20:58 | Teodoro Pérez       | España    |
| 1982 | 2:28:19 | Antonio Castells    | España    |
| 1981 | 2:26:57 | Teodoro Pérez       | España    |

| Año  | Tiempo  | Atleta                | País        |
| ---- | ------- | --------------------- | ----------- |
| 2024 | 2:16:49 | Megertu Alemu         | Etiopía     |
| 2023 | 2:15:51 | Worknesh Degefa       | Etiopía     |
| 2022 | 2:14:57 | Amane Beriso          | Etiopía     |
| 2021 | 2:19:31 | Nancy Jelagat         | Kenia       |
| 2020 | 2:17:16 | Peres Jepchirchir     | Kenia       |
| 2019 | 2:18:30 | Roza Dereje Bekele    | Etiopía     |
| 2018 | 2:21:14 | Ashete Bekele Dido    | Etiopía     |
| 2017 | 2:26:17 | Aberu Mekuria Zennebe | Etiopía     |
| 2016 | 2:24:48 | Valary Aiyabei        | Kenia       |
| 2015 | 2:26:58 | Beata Naigambo        | Namibia     |
| 2014 | 2:30:53 | Beata Naigambo        | Namibia     |
| 2013 | 2:27:01 | Azalach Maresh        | Etiopía     |
| 2012 | 2:29:22 | Birhane Dibada        | Etiopía     |
| 2011 | 2:34:23 | Jimma Abo             | Etiopía     |
| 2010 | 2:42:06 | Gladys Chebet         | Kenia       |
| 2009 | 2:50:46 | Maxine Mc Kinnon      | Reino Unido |
| 2008 | 2:32:22 | Mª José Pueyo         | España      |
| 2007 | 2:39:08 | Alemnu Zinash         | Etiopía     |
| 2006 | 2:57:07 | Teresa Gracia         | España      |
| 2005 | 2:43:24 | Nadedja Zolokareva    | Rusia       |
| 2004 | 2:41:05 | Zivile Balcïunaite    | Lituania    |
| 2003 | 2:46:33 | Mulu Seboca           | Etiopía     |
| 2002 | 2:28:08 | María Abel            | España      |
| 2001 | 2:30:11 | Luisa Larraga         | España      |
| 2000 | 2:32:34 | Mª Luisa Muñoz        | España      |
| 1999 | 2:42:27 | Olga Sokolova         | Ucrania     |
| 1998 | 2:44.30 | Esther Pedrosa        | España      |
| 1997 | 2:53:35 | Tina María Ramos      | España      |
| 1996 | 2:43:05 | Zinaida Semenova      | Rusia       |
| 1995 | 2:46:34 | Valentina Liajova     | Rusia       |
| 1994 | 2:34:08 | Zinaida Semenova      | Rusia       |
| 1993 | 2:35:30 | Mónica Pont           | España      |
| 1992 | 2:36:03 | Katerina Kramenkova   | Rusia       |
| 1991 | 2:43:14 | Elisenda Pucurull     | España      |
| 1990 | 2:43:36 | Elisenda Pucurull     | España      |
| 1989 | 2:47:31 | Elisenda Pucurull     | España      |
| 1988 | 2:46:20 | Ewa Wrzosek           | Rusia       |
| 1987 | 2:46:54 | Ewa Wrzosek           | Rusia       |
| 1986 | 2:46:31 | Margozzata Szuminska  | Polonia     |
| 1985 | 3:03:49 | Nuria de Miguel       | España      |
| 1984 | 2:57:28 | Juana Plablos Acosta  | España      |
| 1983 | 3:14:43 | Victoria García       | España      |
| 1982 | 3:14:43 | Nuria de Miguel       | España      |
| 1981 | 3:20:50 | Nuria de Miguel       | España      |

## Top 5 por tiempo
| Ranking | Año  | Tiempo  | Atleta         | País     |
| ------- | ---- | ------- | -------------- | -------- |
| 1       | 2023 | 2:01:48 | Sisay Lemma    | Etiopía  |
| 2       | 2022 | 2:01:53 | Kelvin Kiptum  | Kenia    |
| 3       | 2024 | 2:02:05 | Sebastian Sawe | Kenia    |
| 4       | 2024 | 2:02:38 | Deresa Geleta  | Etiopía  |
| 5       | 2020 | 2:03:00 | Evans Chebet   | Kenia    |
| 5       | 2022 | 2:03:00 | Gabriel Geay   | Tanzania |

| Ranking | Año  | Tiempo  | Atleta            | País    |
| ------- | ---- | ------- | ----------------- | ------- |
| 1       | 2022 | 2:14:57 | Amane Beriso      | Etiopía |
| 2       | 2023 | 2:15:51 | Worknesh Degefa   | Etiopía |
| 3       | 2023 | 2:16:22 | Almaz Ayana       | Etiopía |
| 4       | 2022 | 2:16:49 | Letesenbet Gidey  | Etiopía |
| 4       | 2024 | 2:16:49 | Megertu Alemu     | Etiopía |
| 6       | 2020 | 2:17:16 | Peres Jepchirchir | Kenia   |